# American Motors Export Company
American Motors Export Company war ein US-amerikanischer Hersteller von Automobilen.

## Unternehmensgeschichte
Der Kanadier Henry L. Innes hatte bei verschiedenen Unternehmen Erfahrungen im Automobilbau gesammelt. Bis 1920 war er bei der Simms Motor Car Corporation. Danach gründete er sein eigenes Unternehmen in Jacksonville in Florida. Im gleichen Jahr begann die Produktion von Automobilen, die besonders für den Export gedacht waren. Der Markenname lautete Innes. Der Tod von Innes am 16. August 1921 brachte die Produktion zum Erliegen. Es entstanden mindestens sechs Fahrzeuge.
1922 übernahm die Hanson Motor Company das Unternehmen.

## Fahrzeuge
Die Fahrzeuge ähnelten dem Simms. Ein Vierzylindermotor mit 40 PS Leistung von der Supreme Motors Corporation trieb die Fahrzeuge an. Das Fahrgestell hatte 290 cm Radstand.